# Aldrich Bailey
Aldrich Bailey (ur. 6 lutego 1994) – amerykański lekkoatleta specjalizujący się w biegach sprinterskich.
Na mistrzostwach świata juniorów młodszych we Francji (2011) zdobył złoty medal w sztafecie szwedzkiej, a indywidualnie był szósty w biegu na 200 metrów. Podczas juniorskich mistrzostw świata w 2012 zdobył brązowy medal w biegu na 400 metrów oraz złoty w sztafetach 4 × 100 i 4 × 400 metrów. Medalista mistrzostw NCAA. Czwarty zawodnik biegu na 60 metrów oraz wicemistrz świata w biegu rozstawnym 4 × 400 metrów podczas halowych mistrzostw świata w Birmingham (2018).

## Osiągnięcia
| Rok  | Impreza                               | Miejsce         | Konkurencja             | Pozycja    | Wynik   |
| ---- | ------------------------------------- | --------------- | ----------------------- | ---------- | ------- |
| 2011 | Mistrzostwa świata juniorów młodszych | Lille Metropole | bieg na 200 metrów      | 6. miejsce | 21,36   |
| 2011 | Mistrzostwa świata juniorów młodszych | Lille Metropole | sztafeta szwedzka       | 1. miejsce | 1:49,47 |
| 2012 | Mistrzostwa świata juniorów           | Barcelona       | bieg na 400 metrów      | 3. miejsce | 45,52   |
| 2012 | Mistrzostwa świata juniorów           | Barcelona       | sztafeta 4 × 100 metrów | 1. miejsce | 38,67   |
| 2012 | Mistrzostwa świata juniorów           | Barcelona       | sztafeta 4 × 400 metrów | 1. miejsce | 3:03,99 |
| 2018 | Halowe mistrzostwa świata             | Birmingham      | bieg na 400 metrów      | 4. miejsce | 46,44   |
| 2018 | Halowe mistrzostwa świata             | Birmingham      | sztafeta 4 × 400 metrów | 2. miejsce | 3:01,97 |

## Rekordy życiowe
- Bieg na 200 metrów (stadion) – 20,30 (2015 i 2017) / 19,99w (2017)
- Bieg na 200 metrów (hala) – 20,66 (2014)
- Bieg na 400 metrów – 45,19 (2012)
- Bieg na 400 metrów (hala) – 45,59 (2018)